# Список астероїдів (7701—7800)
| Назва                                   | Тимчасове позначення | Дата відкриття    | Місце відкриття                     | Відкривач                                              |
| --------------------------------------- | -------------------- | ----------------- | ----------------------------------- | ------------------------------------------------------ |
| 7701 Зрзави (Zrzavy)                    | 1990 TX8             | 14 жовтня 1990    | Обсерваторія Клеть                  | Антонін Мркос                                          |
| (7702) 1991 PO13                        | 1991 PO13            | 5 серпня 1991     | Паломарська обсерваторія            | Генрі Гольт                                            |
| (7703) 1991 RW                          | 1991 RW              | 7 вересня 1991    | Паломарська обсерваторія            | Е. Гелін                                               |
| 7704 Деллен (Dellen)                    | 1992 EB7             | 1 березня 1992    | Обсерваторія Ла-Сілья               | UESAC                                                  |
| 7705 Хумелн (Humeln)                    | 1993 FU7             | 17 березня 1993   | Обсерваторія Ла-Сілья               | UESAC                                                  |
| 7706 Мієн (Mien)                        | 1993 FZ36            | 19 березня 1993   | Обсерваторія Ла-Сілья               | UESAC                                                  |
| 7707 Yes                                | 1993 HM1             | 17 квітня 1993    | Огляд Каталіна                      | Карл Гердженротер                                      |
| 7708 Феннімор (Fennimore)               | 1994 GF9             | 11 квітня 1994    | Обсерваторія Кушіро                 | Сейджі Уеда, Хіроші Канеда                             |
| (7709) 1994 RN1                         | 1994 RN1             | 8 вересня 1994    | Обсерваторія Наті-Кацуура           | Йошісада Шімідзу, Такеші Урата                         |
| 7710 Ісібасі (Ishibashi)                | 1994 WT2             | 30 листопада 1994 | Обсерваторія Оїдзумі                | Такао Кобаяші                                          |
| 7711 Ржип (Rip)                         | 1994 XF              | 2 грудня 1994     | Обсерваторія Клеть                  | Зденек Моравец                                         |
| (7712) 1995 TB1                         | 1995 TB1             | 12 жовтня 1995    | Обсерваторія Наті-Кацуура           | Йошісада Шімідзу, Такеші Урата                         |
| 7713 Цутому (Tsutomu)                   | 1995 YE              | 17 грудня 1995    | Обсерваторія Оїдзумі                | Такао Кобаяші                                          |
| 7714 Бріччальді (Briccialdi)            | 1996 CC1             | 9 лютого 1996     | Обсерваторія Санта-Лючія Стронконе  | Обсерваторія Санта-Лючія Стронконе                     |
| 7715 Леонідаросіно (Leonidarosino)      | 1996 CR7             | 14 лютого 1996    | Обсерваторія Азіаґо                 | Уліссе Мунарі, Маура Томбеллі                          |
| 7716 Убе (Ube)                          | 1996 DA3             | 22 лютого 1996    | Обсерваторія Кума Коґен             | Акімаса Накамура                                       |
| 7717 Табеіссі (Tabeisshi)               | 1997 AL5             | 7 січня 1997      | Обсерваторія Оїдзумі                | Такао Кобаяші                                          |
| 7718 Десно (Desnoux)                    | 1997 EP30            | 10 березня 1997   | Обсерваторія Рамонвіль-Сент-Аґне    | Крістіан Буїль                                         |
| (7719) 1997 GT36                        | 1997 GT36            | 7 квітня 1997     | Сокорро (Нью-Мексико)               | LINEAR                                                 |
| 7720 Лепот (Lepaute)                    | 4559 P-L             | 26 вересня 1960   | Паломарська обсерваторія            | К. Й. ван Гаутен, І. ван Гаутен-Ґроневельд, Т. Герельс |
| 7721 Андріллат (Andrillat)              | 6612 P-L             | 24 вересня 1960   | Паломарська обсерваторія            | К. Й. ван Гаутен, І. ван Гаутен-Ґроневельд, Т. Герельс |
| 7722 Фірніс (Firneis)                   | 2240 T-2             | 29 вересня 1973   | Паломарська обсерваторія            | К. Й. ван Гаутен, І. ван Гаутен-Ґроневельд, Т. Герельс |
| 7723 Lugger                             | 1952 QW              | 28 серпня 1952    | Обсерваторія Ґете Лінка             | Університет Індіани                                    |
| 7724 Моросо (Moroso)                    | 1970 OB              | 24 липня 1970     | Астрономічний комплекс Ель-Леонсіто | Обсерваторія Фелікса Аґілара                           |
| 7725 Сельвінський (Selʹvinskij)         | 1972 RX1             | 11 вересня 1972   | КрАО                                | Черних Микола Степанович                               |
| 7726 Олегбиков (Olegbykov)              | 1974 QM2             | 27 серпня 1974    | КрАО                                | Черних Людмила Іванівна                                |
| 7727 Чепурова (Chepurova)               | 1975 EA3             | 8 березня 1975    | КрАО                                | Микола Черних                                          |
| 7728 Ґіблін (Giblin)                    | 1977 AW2             | 12 січня 1977     | Паломарська обсерваторія            | Едвард Бовелл                                          |
| 7729 Ґолованов (Golovanov)              | 1977 QY3             | 24 серпня 1977    | КрАО                                | Черних Микола Степанович                               |
| 7730 Сергерасімов (Sergerasimov)        | 1978 NN1             | 4 липня 1978      | КрАО                                | Черних Людмила Іванівна                                |
| (7731) 1978 UV                          | 1978 UV              | 28 жовтня 1978    | Станція Андерсон-Меса               | Г. Л. Джіклас                                          |
| (7732) 1978 VE9                         | 1978 VE9             | 7 листопада 1978  | Паломарська обсерваторія            | Е. Гелін, Ш. Дж. Бас                                   |
| (7733) 1979 MH4                         | 1979 MH4             | 25 червня 1979    | Обсерваторія Сайдинг-Спрінг         | Е. Гелін, Ш. Дж. Бас                                   |
| 7734 Кальтенеґґер (Kaltenegger)         | 1979 MZ6             | 25 червня 1979    | Обсерваторія Сайдинг-Спрінг         | Е. Гелін, Ш. Дж. Бас                                   |
| 7735 Скорцеллі (Scorzelli)              | 1980 UL1             | 31 жовтня 1980    | Паломарська обсерваторія            | Ш. Дж. Бас                                             |
| 7736 Нижній Новгород (Nizhnij Novgorod) | 1981 RC5             | 8 вересня 1981    | КрАО                                | Журавльова Людмила Василівна                           |
| 7737 Сірра (Sirrah)                     | 1981 VU              | 5 листопада 1981  | Станція Андерсон-Меса               | Едвард Бовелл                                          |
| 7738 Геймен (Heyman)                    | 1981 WS1             | 24 листопада 1981 | Гарвардська обсерваторія            | Обсерваторія Ок-Ридж                                   |
| 7739 Чех (Cech)                         | 1982 CE              | 14 лютого 1982    | Обсерваторія Клеть                  | Ладіслав Брожек                                        |
| 7740 Петі (Petit)                       | 1983 RR2             | 6 вересня 1983    | Станція Андерсон-Меса               | Едвард Бовелл                                          |
| 7741 Федосєєв (Fedoseev)                | 1983 RR4             | 1 вересня 1983    | КрАО                                | Карачкіна Людмила Георгіївна                           |
| 7742 Альтаміра (Altamira)               | 1985 US              | 20 жовтня 1985    | Обсерваторія Клеть                  | Антонін Мркос                                          |
| (7743) 1986 JA                          | 1986 JA              | 2 травня 1986     | Обсерваторія Брорфельде             | Обсерваторія Копенгагена                               |
| (7744) 1986 QA1                         | 1986 QA1             | 26 серпня 1986    | Обсерваторія Ла-Сілья               | Анрі Дебеонь                                           |
| (7745) 1987 DB6                         | 1987 DB6             | 22 лютого 1987    | Обсерваторія Ла-Сілья               | Анрі Дебеонь                                           |
| (7746) 1987 RC1                         | 1987 RC1             | 13 вересня 1987   | Обсерваторія Ла-Сілья               | Анрі Дебеонь                                           |
| 7747 Міхаловскі (Michalowski)           | 1987 SO              | 19 вересня 1987   | Станція Андерсон-Меса               | Едвард Бовелл                                          |
| (7748) 1987 TA                          | 1987 TA              | 12 жовтня 1987    | Обсерваторія Одзіма                 | Тсунео Ніїдзіма, Такеші Урата                          |
| 7749 Джекшміт (Jackschmitt)             | 1988 JP              | 12 травня 1988    | Паломарська обсерваторія            | Керолін Шумейкер, Юджин Шумейкер                       |
| 7750 Макевен (McEwen)                   | 1988 QD1             | 18 серпня 1988    | Паломарська обсерваторія            | Керолін Шумейкер, Юджин Шумейкер                       |
| (7751) 1988 UA                          | 1988 UA              | 16 жовтня 1988    | Обсерваторія Кушіро                 | Сейджі Уеда, Хіроші Канеда                             |
| 7752 Отаутюнокай (Otauchunokai)         | 1988 US              | 31 жовтня 1988    | Обсерваторія Одзіма                 | Тсунео Ніїдзіма, Кійотака Канаї                        |
| (7753) 1988 XB                          | 1988 XB              | 5 грудня 1988     | Обсерваторія Ґекко                  | Йошіакі Ошіма                                          |
| 7754 Ґопалан (Gopalan)                  | 1989 TT11            | 2 жовтня 1989     | Обсерваторія Серро Тололо           | Ш. Дж. Бас                                             |
| 7755 От-Прованс (Haute-Provence)        | 1989 YO5             | 28 грудня 1989    | Обсерваторія Верхнього Провансу     | Ерік Вальтер Ельст                                     |
| 7756 Сайєнтіа (Scientia)                | 1990 FR1             | 27 березня 1990   | Паломарська обсерваторія            | Керолін Шумейкер, Юджин Шумейкер                       |
| 7757 Kameya                             | 1990 KO              | 22 травня 1990    | Паломарська обсерваторія            | Е. Гелін                                               |
| 7758 Поландерсон (Poulanderson)         | 1990 KT              | 21 травня 1990    | Паломарська обсерваторія            | Е. Гелін                                               |
| (7759) 1990 QD2                         | 1990 QD2             | 22 серпня 1990    | Паломарська обсерваторія            | Генрі Гольт                                            |
| (7760) 1990 RW3                         | 1990 RW3             | 14 вересня 1990   | Паломарська обсерваторія            | Генрі Гольт                                            |
| (7761) 1990 SL                          | 1990 SL              | 20 вересня 1990   | Обсерваторія Сайдинг-Спрінг         | Роберт Макнот                                          |
| (7762) 1990 SY2                         | 1990 SY2             | 18 вересня 1990   | Паломарська обсерваторія            | Генрі Гольт                                            |
| 7763 Крабеелс (Crabeels)                | 1990 UT5             | 16 жовтня 1990    | Обсерваторія Ла-Сілья               | Ерік Вальтер Ельст                                     |
| (7764) 1991 AB                          | 1991 AB              | 7 січня 1991      | Обсерваторія Карасуяма              | Шіґеру Інода, Такеші Урата                             |
| (7765) 1991 AD                          | 1991 AD              | 8 січня 1991      | Обсерваторія Яцуґатаке-Кобутізава   | Йошіо Кушіда, Осаму Мурамацу                           |
| 7766 Йододайра (Jododaira)              | 1991 BH2             | 23 січня 1991     | Обсерваторія Кітамі                 | Кін Ендате, Кадзуро Ватанабе                           |
| 7767 Томатік (Tomatic)                  | 1991 RB5             | 13 вересня 1991   | Обсерваторія Карла Шварцшильда      | Лутц Шмадель, Ф. Бернґен                               |
| (7768) 1991 SX1                         | 1991 SX1             | 16 вересня 1991   | Паломарська обсерваторія            | Генрі Гольт                                            |
| 7769 Окуні (Okuni)                      | 1991 VF4             | 4 листопада 1991  | Обсерваторія Кійосато               | Сатору Отомо                                           |
| 7770 Сільян (Siljan)                    | 1992 EQ8             | 2 березня 1992    | Обсерваторія Ла-Сілья               | UESAC                                                  |
| 7771 Тварен (Tvaren)                    | 1992 EZ9             | 2 березня 1992    | Обсерваторія Ла-Сілья               | UESAC                                                  |
| (7772) 1992 EQ15                        | 1992 EQ15            | 1 березня 1992    | Обсерваторія Ла-Сілья               | UESAC                                                  |
| (7773) 1992 FS                          | 1992 FS              | 23 березня 1992   | Обсерваторія Кітамі                 | Кін Ендате, Кадзуро Ватанабе                           |
| (7774) 1992 UU2                         | 1992 UU2             | 19 жовтня 1992    | Обсерваторія Кітамі                 | Кін Ендате, Кадзуро Ватанабе                           |
| 7775 Тайко (Taiko)                      | 1992 XD              | 4 грудня 1992     | Обсерваторія Яцуґатаке-Кобутізава   | Йошіо Кушіда, Осаму Мурамацу                           |
| 7776 Такеісі (Takeishi)                 | 1993 BF              | 20 січня 1993     | Обсерваторія Ніхондайра             | Такеші Урата                                           |
| 7777 Консадоле (Consadole)              | 1993 CO1             | 15 лютого 1993    | Обсерваторія Кушіро                 | Сейджі Уеда, Хіроші Канеда                             |
| 7778 Markrobinson                       | 1993 HK1             | 17 квітня 1993    | Паломарська обсерваторія            | Керолін Шумейкер, Юджин Шумейкер                       |
| 7779 Сьюзенрін (Susanring)              | 1993 KL              | 19 травня 1993    | Паломарська обсерваторія            | Дж. Чайльд                                             |
| 7780 Марен (Maren)                      | 1993 NJ              | 15 липня 1993     | Паломарська обсерваторія            | Е. Гелін, Дж. Чайльд                                   |
| 7781 Таунсенд (Townsend)                | 1993 QT              | 19 серпня 1993    | Паломарська обсерваторія            | Е. Гелін                                               |
| 7782 Моні (Mony)                        | 1994 CY              | 7 лютого 1994     | Обсерваторія Санта-Лючія Стронконе  | Обсерваторія Санта-Лючія Стронконе                     |
| (7783) 1994 JD                          | 1994 JD              | 4 травня 1994     | Огляд Каталіна                      | Тімоті Спар                                            |
| 7784 Watterson                          | 1994 PL              | 5 серпня 1994     | Огляд Каталіна                      | Тімоті Спар                                            |
| (7785) 1994 QW                          | 1994 QW              | 29 серпня 1994    | Обсерваторія Наті-Кацуура           | Йошісада Шімідзу, Такеші Урата                         |
| (7786) 1994 TB15                        | 1994 TB15            | 14 жовтня 1994    | Обсерваторія Наті-Кацуура           | Йошісада Шімідзу, Такеші Урата                         |
| 7787 Анналаура (Annalaura)              | 1994 WW              | 23 листопада 1994 | Обсерваторія Пістоїєзе              | Лучано Тезі, Андреа Боаттіні                           |
| 7788 Цукуба (Tsukuba)                   | 1994 XS              | 5 грудня 1994     | Обсерваторія Кума Коґен             | Акімаса Накамура                                       |
| 7789 Квятковський (Kwiatkowski)         | 1994 XE6             | 2 грудня 1994     | Паломарська обсерваторія            | Едвард Бовелл                                          |
| 7790 Міселлі (Miselli)                  | 1995 DK2             | 28 лютого 1995    | Обсерваторія Санта-Лючія Стронконе  | Обсерваторія Санта-Лючія Стронконе                     |
| 7791 Ебіцикл (Ebicykl)                  | 1995 EB              | 1 березня 1995    | Обсерваторія Клеть                  | Мілош Тіхі                                             |
| (7792) 1995 WZ3                         | 1995 WZ3             | 18 листопада 1995 | Обсерваторія Наті-Кацуура           | Йошісада Шімідзу, Такеші Урата                         |
| (7793) 1995 YC3                         | 1995 YC3             | 27 грудня 1995    | Обсерваторія Галеакала              | NEAT                                                   |
| 7794 Санвіто (Sanvito)                  | 1996 AD4             | 15 січня 1996     | Обсерваторія Азіаґо                 | Уліссе Мунарі, Маура Томбеллі                          |
| (7795) 1996 AN15                        | 1996 AN15            | 14 січня 1996     | Станція Сінлун                      | SCAP                                                   |
| 7796 Ярацімрман (Jaracimrman)           | 1996 BG              | 16 січня 1996     | Обсерваторія Клеть                  | Зденек Моравец                                         |
| 7797 Моріта (Morita)                    | 1996 BK2             | 26 січня 1996     | Обсерваторія Оїдзумі                | Такао Кобаяші                                          |
| (7798) 1996 CL                          | 1996 CL              | 1 лютого 1996     | Станція Сінлун                      | SCAP                                                   |
| 7799 Мартіншольц (Martinsolc)           | 1996 DW1             | 24 лютого 1996    | Обсерваторія Клеть                  | Обсерваторія Клеть                                     |
| 7800 Чжункеюань (Zhongkeyuan)           | 1996 EW2             | 11 березня 1996   | Станція Сінлун                      | SCAP                                                   |

| Астероїди 1—10000 → |           |           |           |           |           |           |           |           |            |
| 1—100               | 1001—1100 | 2001—2100 | 3001—3100 | 4001—4100 | 5001—5100 | 6001—6100 | 7001—7100 | 8001—8100 | 9001—9100  |
| 101—200             | 1101—1200 | 2101—2200 | 3101—3200 | 4101—4200 | 5101—5200 | 6101—6200 | 7101—7200 | 8101—8200 | 9101—9200  |
| 201—300             | 1201—1300 | 2201—2300 | 3201—3300 | 4201—4300 | 5201—5300 | 6201—6300 | 7201—7300 | 8201—8300 | 9201—9300  |
| 301—400             | 1301—1400 | 2301—2400 | 3301—3400 | 4301—4400 | 5301—5400 | 6301—6400 | 7301—7400 | 8301—8400 | 9301—9400  |
| 401—500             | 1401—1500 | 2401—2500 | 3401—3500 | 4401—4500 | 5401—5500 | 6401—6500 | 7401—7500 | 8401—8500 | 9401—9500  |
| 501—600             | 1501—1600 | 2501—2600 | 3501—3600 | 4501—4600 | 5501—5600 | 6501—6600 | 7501—7600 | 8501—8600 | 9501—9600  |
| 601—700             | 1601—1700 | 2601—2700 | 3601—3700 | 4601—4700 | 5601—5700 | 6601—6700 | 7601—7700 | 8601—8700 | 9601—9700  |
| 701—800             | 1701—1800 | 2701—2800 | 3701—3800 | 4701—4800 | 5701—5800 | 6701—6800 | 7701—7800 | 8701—8800 | 9701—9800  |
| 801—900             | 1801—1900 | 2801—2900 | 3801—3900 | 4801—4900 | 5801—5900 | 6801—6900 | 7801—7900 | 8801—8900 | 9801—9900  |
| 901—1000            | 1901—2000 | 2901—3000 | 3901—4000 | 4901—5000 | 5901—6000 | 6901—7000 | 7901—8000 | 8901—9000 | 9901—10000 |